# Aa (Estonia)
Aa es una aldea del municipio de Lüganuse en el condado de Ida-Viru, Estonia, con una población censada a finales del año 2011 de 289 habitantes. 

## Ubicación
Se encuentra ubicada en el centro-norte del condado, cerca de la costa del golfo de Finlandia (mar Báltico) y de la carretera E20 que une Tallin con San Petersburgo. Parte de la aldea, incluyendo la casa solariega Aa, se sitúa en el banco de piedra caliza del norte de Estonia.

## Demografía
Según el censo del 2011, la localidad cuenta con 289 habitantes, aumentando poco el número de diez años atrás, cuando la población de Aa era de 190. Según el censo de 1967, la población de la aldea, junto con Aa asundus era de 267.

## Historia
El primer registro escrito de Aa data de un censo de 1 241 daneses (Liber Censo Daniae), donde se incluyó su nombre como Hazæ. Más tarde, también era conocido por su nombre alemán Haakhof, este nombre se puede atribuir a la lengua finesa, viniendo de la palabra haka ("corral" o "gancho").

## Monumentos y atractivos turísticos
La casa solariega de Aa (que fue construida entre 1426 hasta 1487) alberga un hogar para personas de edad avanzada. Otros lugares de interés turístico en Aa incluyen un antiguo pabellón con jardín (hoy capilla), el parque (Aa parque, 65.000 m² de la naturaleza de protección), un bosque de pinos y una playa.